# Ana Tejada
Ana Tejada Jiménez (Logroño, La Rioja, España; 2 de junio de 2002) es una futbolista española. Juega como defensa y su equipo actual es el Utah Royals F. C. de la NSWL de Estados Unidos.
Comenzó jugando en las categorías inferiores del E. D. F. Logroño (ahora DUX Logroño). En 2018 consiguió los títulos de campeona de Europa y del Mundo con la selección española sub-17. 
En 2019 fichó por la Real Sociedad donde consiguió el subcampeonato de liga en la temporada 2021-22. En 2022 logró repetir el título de campeona del Mundo, esta vez con la selección española sub-20.
En abril de 2024 se convirtió en el fichaje más caro de una jugadora española, después de que el Utah Royals F. C. pagase 300.000 euros por ella.

## Clubes
| Club              | País           | Año               |
| ----------------- | -------------- | ----------------- |
| E.D.F. Logroño    | España         | 2017 - 2019       |
| Real Sociedad     | España         | 2019 - 2024       |
| Utah Royals F. C. | Estados Unidos | 2024 - actualidad |

## Palmarés

### Campeonatos internacionales
| Título         | Equipo              | Sede       | Año  |
| -------------- | ------------------- | ---------- | ---- |
| Mundial Sub-17 | Selección de España | Uruguay    | 2018 |
| Europeo Sub-17 | Selección de España | Lituania   | 2018 |
| Mundial Sub-20 | Selección de España | Costa Rica | 2022 |